# Kawano Kazumasa
Kazumasa Kawano (sinh ngày 7 tháng 11 năm 1970) là một cầu thủ bóng đá người Nhật Bản.

## Sự nghiệp câu lạc bộ
Kazumasa Kawano đã từng chơi cho Sanfrecce Hiroshima, Nagoya Grampus Eight, Yokohama Marinos và Cerezo Osaka.